# نظام جامعة ماريلاند
نظام جامعة ماريلاند (بالإنجليزية: University System of Maryland)‏ تعرف اختصارا بـ(USM) هي مؤسسة تعليمية عامة ونظام المدارس المستقلة التي تتألف من 12 مؤسسات في ميريلاند للتعليم العالي. تحتل المرتبة الـ12 لأكبر نظام جامعي في الولايات المتحدة، مع أكثر من 125,000 طالب جامعي، 43,000 طلاب الدراسات العليا وحوالي 13,000 من أعضاء هيئة التدريس يعملون بدوام كامل و بدوام جزئي.